# 노보나다이엔
노보나다이엔(Norbornadiene)은 탄소 7개를 가진 두고리 다이엔이다. 두개의 다리 탄소가 1개, 2개, 2개의 탄소로 연결되어 있고 2개의 탄소로 연결된 곳에 모두 이중 결합을 가지고 있다. 노보넨(Norbornene), 노보네인(Norbornane)등이 유사한 화합물이다.

## 반응
아세트페논 등의 광화학 민감제의 도움을 받아 노보나다이엔의 광화학 반응을 통해 원자가 이성질체인 쿼드리시클란을 얻을 수 있다.
노보나다이엔-쿼드리시클란 쌍은 만일 쿼드리시클란에 저장된 변형 에너지를 노보나다이엔으로 조절하면서 방출할 수 있다면 태양 에너지 저장의 관심사 중 하나가 될 수 있다.

## 같이 보기
- 노보네인
- 노보넨